# Om Gud vill och vädret tillåter
Om Gud Vill Och Vädret Tillåter är ett musikalbum av Organism 12 som släpptes den 25 juni 2009, gratis via The Pirate Bay. I samband med släppet kunde man se plattans logga på första sidan. Första singeln "Den Vita Kaninen" släpptes den 15 april gratis via The Pirate Bay i samband med ett samarbete mellan webbplatsen och Organism 12. I och med detta samarbete fick singelsläppet också uppmärksamhet på förstasidan, där loggan byttes ut mot en bild som länkade till singeln. Den andra singeln "Tomma Ord" släpptes den 5 juni gratis.

## Låtlista
1. Om Gud Vill Och Vädret Tillåter (prod. Dj Large)
2. Den Vita Kaninen (prod. Dj Large)
3. Försök Förstå Mej m. Avastyle (prod. Dj Large)
4. Hans & Hennes (prod. Dj Large)
5. Imornien (prod. Dj Large)
6. Där Sket Räva (prod. Dj Large)
7. Rök Utan Eld (prod. Dj Large)
8. Lund (prod. Dj Large)
9. Jag Blir Sjuk Av Dej (prod. Dj Large)
10. Som En Rysning (prod. Dj Large)
11. Tomma Ord m_Avastyle (prod. Avastyle)
12. Brukaren (prod. Kids On DMT)